# City Of Surprise Women's Open 2008
Il City Of Surprise Women's Open 2008 ($25,000 Surprise 2008) è stato un torneo di tennis facente parte della categoria ITF Women's Circuit nell'ambito dell'ITF Women's Circuit 2008. Il montepremi del torneo era di 25000 $ ed esso si è svolto nella settimana tra il 14 gennaio e il 20 gennaio 2008 su campi in cemento. Il torneo si è giocato nella città di Surprise negli Stati Uniti.

## Vincitori

### Singolare
Sesil Karatančeva ha sconfitto in finale  Angela Haynes con il punteggio di 6–2, 4–6, 6–4.

### Doppio
Carly Gullickson /  Shenay Perry hanno sconfitto in finale  Maria Fernanda Alves /  Betina Jozami con il punteggio di 6–4, 7–5.